# 인드라스트라
인드라스트라(산스크리트어: इन्द्रास्त्र)는 힌두교의 신 인드라의 아스트라 (천상의 무기)이다. 이 아스트라는 라마야나와 마하바라타와 같은 힌두교 경전에 등장한다.

## 문학

### 마하바라타
마하바라타에서 인드라는 아르주나에게 인드라스트라를 제공한다.
쿠루크셰트라 전쟁 14일째에 아르주나가 자야드라타 왕을 죽이려 할 때, 드로나와 두료다나는 그들의 병사들을 보내 아르주나를 막게 했다. 이들 중 한 명인 수닥시나 왕은 아르주나에게 창을 던져 그를 맞히고 피를 흘리게 했다. 카우라바들이 그가 죽었다고 믿는 동안에도 아르주나는 인드라스트라를 발사하여 수닥시나 왕과 그의 군대 대부분을 죽였다.
전쟁 17일째에 아르주나는 삼삽타카스에게 인드라스트라를 발사하여 많은 그들을 죽였다.

### 라마야나
라마야나에서 락슈마나는 라바나의 아들인 인드라지트를 죽이기 위해 인드라스트라를 사용한다.

## 같이 보기
- 브라흐마스트라
- 나라야나스트라
- 파슈파타스트라